# Ернесто Лаклау
Ерне́сто Лакла́у  (ісп. Ernesto Laclau, нар. 6 жовтня 1935, Буенос-Айрес; † 13 квітня 2014, Севілья, Іспанія) — аргентинський філософ та політичний теоретик, праці якого заклали підґрунтя постмарксистського дискурс-аналізу Есекської школи.

## Біографія
Лаклау походить з родини Іріґоєнів, а пероністський політик Артуро Хауретче (Arturo Jauretche), противник диктатури Хусто протягом Безславної декади в 1930-х роках, був близьким другом його батька .

В останній рік перонізму, у 1954 році, Лаклау вступив на філософський факультет Університету Буенос-Айреса, де почав вивчати історію. Його формування як майбутнього дослідника проходило в атмосфері політичних дискусій, що точилися навколо Студентського центру, організацій войовничих соціалістів та видозмін Пероністскої ери.
Після «Визвольної революції» 1955 року, коли було скинуто Перона, Лаклау разом з декількома студентами створив групу, яка займалася вивченням політичного значення марксизму. На початку 1960-х років він вступив до Соціалістичної партії національних лівих (PSIN), членом якої він залишався до 1969 року, бо мав дружні стосунки з Йорґе Абелярдо Рамосом (Jorge Abelardo Ramos), засновником PSIN, хоча в інтерв'ю 2005 року Лаклау зазначив, що Рамос почав рухатися у напрямці, який сам Лаклау не схвалював.
У 1964 році Лаклау отримав диплом історика в Університеті Буенос-Айреса.
З 1964 по 1966 рік Лаклау працював у Національній раді наукових та технічних досліджень (ісп. Consejo Nacional de Investigaciones Científicas y Técnicas, CONICET) в Буенос-Айресі, а наприкінці 1966 року став викладачем сучасної історії в Національному університеті Тукуману.
 З 1967 по 1969 роки Лаклау працював у Центрі соціальних досліджень Інституту Торквато ді Телла в Буенос-Айресі, а в 1969 році, після пропозиції британського історика Ерика Гобсбаума подав заявку та отримав трирічну стипендію на проведення дослідження з економічної та соціальної історії від Коледжу святого Антонія в Оксфорді, після чого вирушив до Великої Британії.
Там він написав декілька статей для журналу New Left Review. Після завершення Оксфорду в 1973 році Лаклау став професором політичної теорії на факультеті державного управління в Есекському університеті. У 1977 році він захистив там докторську дисертацію та отримав PhD ступінь. Того ж року вийшла його перша праця Політика та ідеологія в марксистській теорії: капіталізм, фашизм, популізм (1977).
На початку 1980-х років Лаклау заснував в Есекському університеті маґістерську програму Ідеологія та Дискурс-аналіз, а також Центр теоретичних досліджень в гуманітарних та соціальних науках, директором якого він був у 1990—1997 роках. Під його проводом програма з Ідеології та дискурс-аналізу заклала засади специфічного типу дискурс-аналізу, що базується на досягненнях постструктуралістської теорії (зокрема працях Лакана, Фуко, Дерріда, Барта та ін.), щоб провести аналіз конкретних політичних феноменів — ідентичностей, дискурсів та гегемоній. Цей теоретичний та аналітичний напрямок отримав назву Есекська школа дискурс-аналізу.

Протягом багатьох років Лаклау читав лекції в університетах Північної Америки, Латинської Америки, Західної Європи, Австралії та Південної Африки. Останнім часом він займає посади професора в Університеті Буфало (SUNY Buffalo) та Північно-західному університеті (Northwestern Universities), США.
Ернесто Лаклао одружений з Шанталь Муфф, відомим політичним філософом, з якою він співпрацював над Гегемонією та соціалістичною стратегією (1984). В них народилося троє дітей.

## Теоретичні праці
Скинення перонізму в Аргентині, очевидцем якого був Лаклау, стало визначальним для формулювання такої концепції національно-популярних (або народних) політичних ідентичностей, яка б підкреслювала їх колективний статус, та наголошувала на тому, що їхнє формування проходить навколо різних позицій, які стають моментами глобальних гегемонічних утворень і не є детермінованими виключно класовими критеріями.
Перша праця Лаклау, Політика та ідеологія в марксистській теорії (1977), була написана під впливом альтюсеріанського марксизму, чільне місце в ній займали питання, які обговорювалися представниками неомарксизму протягом 1970-х років — зокрема проблемам держави, динаміки капіталізму за межами редукціоністських моделей, критики ідеології, теорії гегемонії Грамші, та ін.
Найбільш відомою працею Лаклау залишається Гегемонія та соціалістична стратегія (1984), написана ним у співпраці разом із Шанталь Муфф. Саме після цієї праці їх концепцію почали описувати як постмарксистську. Теоретичним підґрунтям книги стала теорія гегемонії Грамші, постструктуралістська традиція (Дерріда, Лакан та Фуко) та ідеї Людвига Вітгенштейна. В цій праці Лаклау та Муфф відійшли від марксистського економічного детермінізму та поняття класової боротьби як привілейованих детермінант антагонізму в суспільстві, запропонувавши замість цього концепт «радикальної та плюральної демократії» та плюральності антагонізмів.
В книзі Нові роздуми про революцію у наш час (1994) Лаклау, зокрема відповідаючи на критику своєї концепції Славоєм Жижеком, звертається до праць Лакана, формулюючи нову концепцію політичного суб'єкта, стверджуючи, що будь-яка ідентичність може описуватися виключно негативно через свою радикальну контингентність.
У статтях, написаних протягом 1990-1995-х років та опублікованих у збірці Визволення (1996), Лаклау звертається до фундаментальних концепцій філософії та політичної теорії, а саме Декарта, Гоббса, Макіавеллі, Гегеля, Маркса, Ніцше, Фройда, Гуссерля, Вітгенштейна та Гайдеггера.
Останніми роками Лаклау повернувся до проблематики своїх перших праць, а саме, до питань популізму та риторики. В книзі Містицизм та політична риторика (2000), до якої увійшли статті Лаклау, які було опубліковано англійською в різних виданнях — «Смерть та воскресіння теорії ідеології» (MLN, 1997), «Політика риторики» (Матеріальні події: Поль де Ман та наступне життя теорії, 2001) та «Про імена Бога» (Вісім технологій Іншості, 1997), він звертається до подальшого аналізу дикурсивних процесів у політиці. У 2000 році була видана збірка діалогів Батлер, Жижека та Лаклау під назвою Контингентність, гегемонія, універсальність (2000), присвячених проблемам кризи репрезентації в політиці та мистецтві, місцю політики в контексті понять іманентності та артикуляції, а також роздумам про етику, демократію та популізм.

### Політика та ідеологія в марксистській теорії: капіталізм, фашизм, популізм (1977)
До книги увійшло чотири есеї, два з яких було попередньо опубліковано у періодичних виданнях — «Феодалізм та капіталізм у Латинській Америці» (1971) у журналі New Left Review, «Специфічність політичного» (1975) — у журналі Economy and Society, а також есеї «Фашизм та ідеологія» та «Нотатки до теорії популізму».
У вступі формулюється положення про те, що вперше в історії про «теорію артикуляції» мова йшла в платонівському міфі про печеру, де докса, або дискурс здорового глузду, є системою оманливих артикуляцій, в якій концепти не є пов'язаними між собою за допомогою внутрішньої логіки, але лише завдяки конотативним та евокативним асоціаціям, що були закріплені традиціями. Цей дискурс здорового глузду Лаклау називає ідеологією, критична діяльність полягає в тому, щоб «очистити» ці концепти від зв'язків, що склалися традиційно, та зруйнувати систематичність ансамблю артикуляцій.
Лаклау також зазначає, що догий час ця подвійна процедура (1) очищення концептів від очевидних артикуляцій та (2) спроби віднайти за допомогою логіки парадигматичні зв'язки між концептами довгий час була характерною для європейської думки, яка намагалася використати незбіжності між різними культурами для того, щоб релятивізувати свої власні інституції та звичаї. Прикладом цього для Лаклау стає занепад абсолютизму як гегемонічної ідеології в Європі, коли буржуазія поступово все менше і менше пов'язувала захист існуючого соціального ладу та приватної власності з інституціями монархії.
Існує дві проблеми теоретичної практики, що зумовили незадовільний стан марксистської теорії:
- конотативні артикуляції концептів на рівні дискурсу здорового глузду.
- раціоналістична артикуляція концептів у есенціалістську парадигму.

Лаклау зазначає, що історичний досвід класової боротьби заперечує ту систему конотативних артикуляцій, до якої провінційний європоцентризм Другого та Третього Інтернаціоналу заточив марксистські теоретичні концепти. Структурний марксизм, а саме, теорія Альтюсера, виник наприкінці Холодної війни у світі, що характеризувався розколом світового комуністичного руху, деколонізацією та появою нових протиріч у розвинутих капіталістичних країнах. Наголошення на неможливості реартикуляції марксистських концептів до єдиного необхідно систематичного цілого має виявитися плідним і для соціалістичної політичної практики в той час, коли пролетаріат має відмовитися від обмеженої класової перспективи та прийняти на себе гегемонічну функцію.

#### Феодалізм та капіталізм у Латинській Америці (1971)
Статтю присвячено двом напрямкам дебатів лівіх інтелектуалів з приводу того, чи є латиноамериканські суспільства феодальними або капіталістичними за своїм походженням та сучасним станом.
- Так ті, хто підтримує тезу про те, що латиноамериканські суспільства історично конституювалися як феодальні, підкреслюють закритість, традиційність та інтегрованість цих суспільств до ринкової економіки. Виходячи з цього стверджується, що ці суспільства ще не досягли капіталістичної стадії та знаходяться на межі буржуазно-демократичної революції, яка стимулює капіталістичний розвиток та припинить феодальну стаґнацію. Соціалісти в цьому разі мають сформувати альянс з національною буржуазією, щоб боротися проти оліґархії та імперіалізму.
- Прихильники іншого підходу, серед яких Лаклау називає Андре Ґундера Франка, стверджують, що Латинська Америка була капіталістичною з початку колонізації у XVI ст., бо була інкорпорованою у світовий ринок.

Обидві позиції розуміють під «капіталізмом» та «феодалізмом» феномени зі сфери товарообміну, а не сфери виробництва, перетворюючи зв’язок з ринком на критерій відмінності між цими двома типами суспільства, що суперечить теорії Маркса, який розглядав їх як способи виробництва.
Світова економічна система, таким чином, може інтеґрувати як свої конститутивні елементи різні способи виробництва. Лаклау зазначає, що учасники дебатів «феодалізм vs. капіталізм» постійно плутали два концепти – капіталістичного способу виробництва та участі у світовій капіталістичній економічній системі. Під кінець Лаклау цитує самого Маркса, який зазначав, що «справжня наука сучасної економіки починається тільки тоді, коли теоретичний аналіз переходить від процесів циркуляції до процесів виробництва».
Прикладом теоретичних помилок, до яких «безхитрісний емпіризм» веде соціальні науки, може бути знайдено у працях Імануїла Валерстайна, зокрема у книзі «Сучасна світова система: капіталістична аґрокультура та походження європейської світової економіки у XVI столітті» (1974), а також у статті «Злет та майбутнє падіння світової капіталістичної системи: концепти компаративного аналізу» (1974), де Валерстайн критикує есей Лаклау «Феодалізм та капіталізм у Латинській Америці».

#### Специфічність політичного (1975)
В цьому есеї Лаклау аналізує працю Нікоса Пуланзаса «Політична влада та соціальні класи», зазначаючи, що до останньої декади марксистська теорія не приділяла достатньої уваги створенню систематичної концепції сутності та ролі Держави у різних соціо-економічних формаціях. Праця Пуланзаса, слідуючи альтюсеріанській традиції, намагається на теоретичному рівні сформулювати специфічність політичного, не наголошуючи на механічному зв'язку між соціо-економічними змінами та трансформаціями політичної системи та водночас уникаючи виключно імпресіоністських кореляцій. Метою есею є аналіз теоретичних дебатів між Пуланзасом та британським теоретиком марксизму Ральфом Мілібендом на сторінках «New Left Review» після публікації праці Мілібенда «Держава у капіталістичному суспільстві».
Проблема Пуланзаса полягає в тому, що зв'язок між первинними елементами його аналізу було встановлено на дескриптивному рівні, а отже на пізніших стадіях процесу мислення виявляється неможливим встановити логічний зв'язок між цими елементами. Цей підхід впливає і на визначення концепту способу виробництва.
Згідно з Балібаром, деякі концепти Маркса страждають від того, що вони є лише напів-формалізованими, Балібар пропонує спробувати перетворити ці «практичні концепти» у теоретичні, але сам він не спромігся зробити це у відношенні до концептів «політичного» та «економіки». Як зазначає Лаклау, Маркс формулює дві відмінні концепції «економіки»:
- перша з них — економіка як «виробництво» належить до загальної теорії історичного матеріалізму, бо визначає одну із умов кожного суспільства;
- друга концепція відсилає до суспільств, що виробляють товари.

Лаклау пропонує продовжувати називати економікою другу концепцію, тоді як для першої використовувати термін «виробництво».

### Праці Ернесто Лаклау англійською
1. Ernesto Laclau. Politics and ideology in Marxist theory : capitalism, fascism, populism / Ernesto Laclau. — London : NLB, 1977. — 203 p. — ISBN 0-902308-74-2.
2. Ernesto Laclau, Chantal Mouffe. Hegemony and socialist strategy : towards a radical democratic politics / Ernesto Laclau, Chantal Mouffe; translated by Winston Moore and Paul Cammack. — London : Verso, 1985. — 197 p. — ISBN 0-86091-067-9.
3. Ernesto Laclau. New reflections on the revolution of our time / Ernesto Laclau. — London ; New York : Verso, 1990. — xvi, 263 p. — ISBN 0-86091-202-7.
4. The Making of political identities / edited by Ernesto Laclau. — London ; New York : Verso, 1994. — vii, 296 p. — ISBN 0-86091-409-7.
5. Ernesto Laclau. Emancipation(s) / Ernesto Laclau. — New York : Verso, 1996. — 124 p. — ISBN 1-85984-810-9.
6. Butler, J., Laclau, E., Žižek, S. Contingency, hegemony, universality : contemporary dialogues on the left / Judith Butler, Ernesto Laclau and Slavoj Žižek. — London : Verso, 2000. — 329 p. — ISBN 1-85984-757-9.
7. Ernesto Laclau. On populist reason / Ernesto Laclau. — London ; New York : Verso, 2005. — xii, 276 p. — ISBN 1-85984-651-3.

### Публікації про дискурс-аналіз Есекської школи
1. Anna Marie Smith. Laclau and Mouffe : the radical democratic imaginary / Anna Marie Smith. — London ; New York : Routledge, 1998. — x, 236 p. — ISBN 0-415-10059-3.
2. Jacob Torfing. New theories of discourse : Laclau, Mouffe, and Z̆iz̆ek / Jacob Torfing. — Oxford, UK ; Malden, Mass. : Blackwell Publishers, 1999. — x, 342 p. — ISBN 0-631-19557-2.
3. David Howarth. Discourse / David Howarth. — Buckingham [England] ; Philadelphia, PA : Open University Press, 2000. — x, 166 p. — ISBN 0-335-20071-0.
4. Discourse theory and political analysis : identities, hegemonies, and social change / edited by David Howarth, Aletta J. Norval, and Yannis Stavrakakis. — Manchester ; New York : Manchester University Press, 2000. — xi, 243 p. — ISBN 0-7190-5663-2.
5. Marianne Jørgenson. Discourse analysis as theory and method / Marianne Jørgenson and Louise Phillips. — London ; Thousand Oaks, Calif. : Sage Publications, 2002. — viii, 229 p. — ISBN 0-7619-7111-4.
6. Laclau : a critical reader / edited by Simon Critchley and Oliver Marchart. — London ; New York : Routledge, 2004. — x, 357 p. — ISBN 0-415-23843-9.
7. Discourse theory in European politics : identity, policy, and governance / edited by David Howarth and Jacob Torfing. — Houndmills, Basingstoke, Hampshire ; New York : Palgrave Macmillan, 2005. — xvii, 364 p. — ISBN 0-333-96843-3.